# كابيماس
كابيماس هي المدينة على شاطئ بحيرة ماراكايبو بولايه زوليا في شمال غرب فنزويلا.
يبلغ عدد سكانها حوالي 200،859 (2005). قبل عام 1900 ، تعرف إلى فنزويلا تمتلك كميات تجارية من النفط.
واحد رئيسي هو ايجاد ‘1‘ وزوماكي في عام 1914 ، في منطقة غراند ميني نحو 50 ميلا (80 كلم) جنوب شرق كابيماس.
بيد انه كان الانفجار من باروسو رقم 2 في كابيماس وذلك في عام 1922 ايذانا ببدء فنزويلا في التاريخ الحديث باعتبارها منتجا رئيسيا.
كابيماس تزال تلعب دورا هاما في إنتاج الامة من أكبر حقول النفط التي تقع أسفل وحول بحيره ماراكايبو.
لكن ميادين أخرى تتزايد أهمية ، ولا سيما في شرقي فنزويلا.
أكثر تكرير في فنزويلا يحدث في مصافي كابيماس من خارج المنطقة.

## أعلام
- باولينو فيرير
- هنري ستيفن